# تعويضات حرب الخليج الأولى
تعويضات حرب الخليج الأولى أو تعويضات الحرب العراقية الإيرانية، تعددت التسميات حيث أطلقتْ عليها الحكومة العراقية آنذاك اسم قادسية صدام بينما عُرفت في إيران باسم الدفاع المقدس (بالفارسية: دفاع مقدس)، فهي حربٌ نشبتْ بين العراق وإيران من سبتمبر 1980 حتّى أغسطس 1988، خلّفت الحرب نحو مليون قتيل وخسائر مالية بلغت 400 مليار دولار أمريكي، دامت الحرب ثماني سنوات لتكون بذلك أطول نزاع عسكري في القرن العشرين وواحدة من أكثر الصراعات العسكرية دموية، أثّرت الحرب على المعادلات السياسية لمنطقة الشرق الأوسط وكان لنتائجها بالغ الأثر في العوامل التي أدت إلى حرب الخليج الثانية والثالثة.
وفي عام 1987 أبلغ السوفيت (العراق وإيران) أنّ هناك قراراً أممياً سيصدرُ قريباً من مجلس الأمن الدولي حول الحرب بينهما وستقف خلال سنة من إقراره، لم يروق للقطبان أمريكا والسوڤييت حينها بلجنةٍ خاصةٍ لتحديد البادئ بالحرب; لأنّ قراراتها ستكون حاسمة وواجبة لذلك سيستعاض عنها برسالة رأيٍّ من الأمين العام للأمم المتحدة (دكويلار) والّذي سيعطي القوتين مرونةً أكثر في تقرير المعتدي، وحينها يتحتّم على الطرفين البحث عن الحلفاء في المنطقة فهم مَنْ سيساندوهم بهذه القضية وسيكسبها من لديه منهم أكثر.

## القرار الأممي
وقد أُقِرَ فعلاً القرار الأممي رقم(598) المؤرّخ في 20 تموز/يوليه لعام 1987 وبالإجماع، أستهلّ مجلس الأمن الدولي جلسته بالإعراب عن إستيائه لإشتعال هذا النزاع وإستمراره وسط قلق شديد إزاء أخطار إمتداد رقعة النزاع إلى دولٍ أخرى في المنطقة وتمخضّتْ أهمّ قراراته على:
- يطالب بأن تلتزم جمهورية إيران الإسلامية والعراق كخطوةٍ أولى تجاه تحقيق تسوية عن طريق التفاوض بوقف إطلاق النّار وعلى الفور.
- يُطلب إلى الأمين العام أنْ يوفد فريقاً من مراقبي الأمم المتحدة للتحقق والتأكّد من وقف إطلاق النّار والإنسحاب.
- يُحثّ على الإفراج عن أسرى الحرب وإعادتهم إلى وطنهم.
- ممارسة أقصى قدر من ضبط النفس من الأوساط الدولية والأقليمية.
- يطلب إلى الأمين العام أنْ يستطلع وبالتشاور مع إيران والعراق مسألة تكليف هيئة محايدة بالتحقيق في المسؤولية عن النزاع وأنْ يقدم تقريراً عن ذلك إلى المجلس في أقرب وقت ممكن.
- يقرّ بضخامة الخسائر المتكبدة أثناء النزاع والحاجة إلى بذل جهود للتعمير بمساعداتٍ دوليةٍ مناسبة.
- خلق تشاورات بين مجلس الأمن ودول المنطقة لتعزيز الأمن والإستقرار.
- يقرّر أنْ يجتمع المجلس مرّة أخرى للنظر في إتخاذ مزيداً من الخطوات لكفالة الإمتثال لهذا القرار.

-أبلغتْ فرنسا العراق أنّ لديه أقلّ من سنةٍ ليعادل وضعهُ في الحرب فإيران حالها سيء أقتصادياً وعسكرياً فمعركة الحصاد الأكبر أو كما تسمّى عملية كربلاء 5 أنهكتهم لكن كان يتوجب عليهم الصمود في الفاو حتّى إيقاف الحرب.

## تداعيات وقف إطلاق النار
بعد معركة تحرير الفاو 17~18-4-1988 وعملية فرس النبي الأمريكية 18-4-1988 والّتي دَمَرَ فيها المارينز قرابة 70% من الأسطول البحريّ الإيرانيّ بساعاتٍ; كانتْ بمثابة النهاية الدرامية الحقيقية للحرب فملامح الأنهيار العسكريّ واضح على الجنود وعلى الشّعب وباتتْ الهزيمة لا مفرّ منها فحصلت موافقة الخميني على وقف الحرب يوم الخميس الموافق 14-7-1988 وبعد الموافقة ضرب الخميني وجهه بقبضته عدّة مرّات حسب قول نجله, بعد العطلة الأسبوعية في نيويورك،أرسلتْ إيران موافقتها يوم الاثنين الموافق 18-7-1988 إلى الأمم المتحدة.
بعد يومين وتحديداً في الساعة الثامنة من مساء يوم الأربعاء الموافق 20-7-1988 خرج الخميني بخطابٍ إذاعيٍّ مسجلٍ قال فيه:
- إيقاف القتال مميت أكثر من تجرّع السمّ.
- القتلى هم حوالي مليون إيراني.
- السياسيون الإيرانيون رجّوه أنْ ينهي الحرب.
- سأوقف الحرب لكنّها لن تنتهي.
- الحرب ستقف لكن مشاكلها لن تُحَل.

-وصلت وثائق الموافقة لمجلس الأمن من البلدين يوم 20-7-1988 (أي بعد سنة من أصدار القرار الأممي)

## تحديد البادئ بالحرب
في عام 1989 طلب الأمين العام من البلدين العراق وإيران تقديم دفوعاتهم القانونية بصدد (مَنْ بدأ الحرب) وإستمرّتْ الدفوعات حوالي أربعة أشهر لكليهما مع مئات الوثائق المقدمة لكن لم تصدر اللّجنة التابعة للأمين العام (دكويلار) أيّ قرارٍ وقتها.
بعد الموقف الدولي والإقيليمي السلبي تجاه العراق إزاء الغزو العراقي للكويت, أرسل الأمين العام بتأريخ 9-12-1991 الوثيقة المرقمة S/23273 حول تحديد الجهة البادئة بالحرب، إتهم الأمين العام برسالته (العراق) بالتسبب بالحرب منذ 22-9-1980 في الفقرة (6) منها, لم يجتمع مجلس الأمن من وقتها (ولحد هذه اللحظة) لمناقشة رسالة وتقرير الأمين العام، رُفِضَ طلب إيران ثلاث مرّات لعقد جلسة طارئة لمناقشة الرسالة.